# David Walker (cestista)
David Michael Walker (Stow, 24 novembre 1993) è un cestista statunitense.

## Palmarès
- Liga catalana: 1

Andorra: 2018